# مائونو رینتانن
مائونو رینتانن (فنلاندی: Mauno Rintanen; ۲۸ آوریل ۱۹۲۵ – ۱۳ ژوئیهٔ ۲۰۰۰) بازیکن فوتبال اهل فنلاند بود.
از باشگاه‌هایی که در آن بازی کرده‌است می‌توان به باشگاه فوتبال هلسینکی، باشگاه فوتبال هال سیتی، و باشگاه فوتبال واسان پالوسئورا اشاره کرد.
وی همچنین در تیم ملی فوتبال فنلاند بازی کرده‌است.